# Тарасевич, Константин Иванович
Константин Иванович Тарасевич (24 августа 1951, д. Сушицк, Городищенский сельский совет, Пинский район, Брестская область, БССР) — советский белорусский шашечный композитор. Специалист в жанре «задача». В своем интервью мастер рассказывал: «Шашки доставляют эстетическое наслаждение. — Задача, особенно если она миниатюра — это изюминка, а признанная другими авторами — это вообще изумруд! Задачи будоражат ум. У меня на счету есть настолько оригинальные, что коллеги мне писали: „Как ты до такого додумался?“. Вообще, каждая задача — уникальна, и если составил задачу, я иногда плясал от радости».
Чемпион (1986) и неоднократный призёр (1982, 1991, 1998, 2002) национальных чемпионатов. Мастер спорта СССР по шашечной композиции (1991).
Много лет проживает в д. Спорово, центре Споровского сельсовета территории Берёзовского района Брестской области. Работал учителем начальных классов Споровской средней школы, на пенсии ведет шашечный кружок.

## Спортивные результаты
- I чемпионат Беларуси — Задачи-64 — 9 место
- II чемпионат Беларуси — Задачи-64 — 9 место, Задачи-100 — 7 место
- III чемпионат Беларуси — Задачи-64 — 3 место, Задачи-100 — 9 место
- IV чемпионат Беларуси — Задачи-64 — 1 место, Задачи-100 — 5 место
- V чемпионат Беларуси — Задачи-64 — 5 место, Задачи-100 — 7 место
- Первый этап VI чемпионата Беларуси — Задачи-64 — 3 место
- Второй этап VI чемпионата Беларуси — Задачи-100 — 4 место
- Второй этап VII чемпионата Беларуси — Задачи-100 — 6 место
- Первый этап IX чемпионата Беларуси — Задачи-64 — 5 место
- Второй этап IX чемпионата Беларуси — Задачи-100 — 3 место
- Первый этап X чемпионата Беларуси — Задачи-64 — 4 место
- Первый этап XI чемпионата Беларуси — Задачи-64 — 4 место
- Второй этап XI чемпионата Беларуси — Задачи-100 — 3 место

## Из интервью
— В вашем искусстве что более важно: логика или интуиция?
— Надо изучить творческое наследие других авторов, а я проработал его капитально. Нужна и интуиция, и воображение хорошее, а также нестандартное мышление, хорошая память. Задач придумал я немало, и все их держал в уме, плюс множество чужих. Например, Матус не помнил решения даже всех своих. Кроме придумывания я также усложнял задачи других мастеров, например, усложнил около пяти задач Медведева.

А одно решение даже увидел во сне. Много времени сидел, мозг работал, но не выдержал, лег спать, и во сне нахожу нужный вариант. Просыпаюсь, беру доску — все сходится!— http://old.maiak.by/?p=27061